# Pia Sundhage

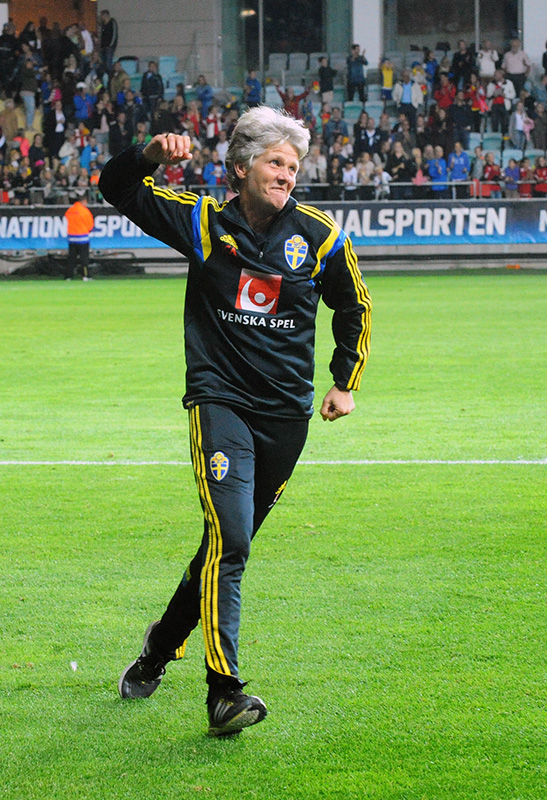
Celebrando la clasificación de Suecia para el Mundial 2015

Pia Mariane Sundhage (Ulricehamn, 13 de febrero de 1960) es una entrenadora sueca de fútbol femenino. Actualmente es la entrenadora de la Selección femenina de Suiza.

## Trayectoria como futbolista
Sundhage jugaba en el Ulricehamn cuando debutó en 1978 con la selección sueca. Posteriormente pasó por el Falköping (1978), el Jitex (1979-81) y el Öster (1982-83). 
Tras una breve segunda etapa en el Jitex, en 1985 dejó Suecia y fichó por el Lazio italiano, en el que marcó 17 goles. Pero ese mismo año regresó a la Damallsvenskan. En los últimos diez años de su carrera alternó el Jitex (1985 y 1987-89) y el Hammarby (1986 y 1990-96).  
Se retiró tras jugar los Juegos Olímpicos de Atlanta. También jugó los Mundiales 1991 y 1995. A lo largo de 21 años como internacional marcó 71 goles en 146 partidos, una cifra sólo superada en Suecia por Hanna Ljungberg y Lotta Schelin.

## Trayectoria como entrenadora
Entre 1992 y 1994 Sundhage ejerció de jugadora-entrenadora en el Hammarby. Tras retirarse fue segunda entrenadora en el Vallentuna (1998-99) y el AIK (2000) en Suecia y el Philadelphia Charge (2001-02) en la WUSA de Estados Unidos. 
En 2003 debutó como entrenadora con las Boston Breakers. Tras la quiebra de la WUSA al final de la temporada, en 2004 se regresó a Escandinavia, donde entrenó una temporada al Kolbotn noruego y dos al Örebro.
En 2007 entró en el fútbol de selecciones como segunda entrenadora de China. Al año siguiente fue nombrada seleccionadora de Estados Unidos, donde se consagró como entrenadora. Ganó dos oros olímpicos en Pekín y Londres, y en 2012 la FIFA la nombró mejor entrenador femenino del año.
En 2013 regresó a Suecia como seleccionadora nacional. En la Eurocopa de ese año la llevó a semifinales.
Desde 2019 a 2023 fue la entrenadora de la Selección Brasileña.
En 2024 ficha como seleccionadora de la Selección Suiza de cara a la Eurocopa 2025 que se disputa en el país helvético y donde el equipo tuvo su mejor actuación historica alcanzando los cuartos de final.